# أندريا ميغليوريني
أندريا ميغليوريني (بالإيطالية: Andrea Migliorini)‏ هو لاعب كرة قدم إيطالي في مركز الوسط، ولد في 22 مارس 1988 في ميستري في إيطاليا. لعب مع بوردينوني كالتشيو ونادي برو باتاريا ونادي سبال ونادي فينيزيا ونادي كوبر ونادي ليفورنو ونادي ملبورن سيتي.

## وصلات خارجية
- أندريا ميغليوريني على موقع قاعدة بيانات كرة القدم.إي يو (الإنجليزية)
- أندريا ميغليوريني على موقع Soccerway.com (الإنجليزية)
- أندريا ميغليوريني على موقع عالم كرة القدم.نت (الإنجليزية)